# Champasak (Stadt)
Champasak (laotisch ຈຳປາສັກ) ist eine Kleinstadt in der gleichnamigen laotischen Provinz.

## Geschichte
Bereits im 5. Jahrhundert befand sich nahe der heutigen Stadt Champasak bei der Tempelgruppe Wat Phu eine Stadt der Khmer mit Kanalanlagen und Wasserbecken. 1863 wurde die heutige Stadt als Hauptstadt des Königreiches Champasak gegründet.  In der Stadt gibt es heute zahlreiche historische Wohnhäuser im Kolonialstil, viele Tempel, eine Kirche sowie einen Open-Air-Veranstaltungsort, an dem historische Filme und Schattentheater vorgeführt werden. Der auf einem Hügel gelegene Tempel Wat Phu und das umgebende Kulturareal Champasak gehören seit 2001 zum UNESCO-Weltkulturerbe.

## Verkehr
Das am rechten (westlichen) Ufer des Mekong gelegene Champasak ist über Fähren an die Nationalstraße 13 auf der linken Flussseite und damit an Pakse angebunden. Auch ist die Stadt, ohne die Nutzung der Fähre, über eine 2013 eröffnete Asphaltstraße an die Lao-Nippon-Brücke in Pakse angebunden. Von Champasak aus ist Wat Phu über eine asphaltierte Straße zu erreichen.

## Persönlichkeiten
- Keoviengpheth Lithideth (* 1992), Fußballspieler
- Khitsakhone Champathong (* 1995), Fußballspieler
- Silina Pha Aphay (* 1996), Sprinterin
- Somxay Keohanam (* 1998), Fußballspieler
- Phetdavanh Somsanid (* 2004), Fußballspieler